# Eupropacris pompalis
Eupropacris pompalis är en insektsart som först beskrevs av Karsch 1896.  Eupropacris pompalis ingår i släktet Eupropacris och familjen gräshoppor. Inga underarter finns listade i Catalogue of Life.
Denna gräshoppa förekommer i nordöstra Tanzania i östra delen av Usambarabergen och i låglandet fram till havet. Arten lever vid skogarnas kanter och den har växter av familjen potatisväxter som föda.
Beståndet hotas av landskapets omvandling till jordbruksmark. Populationen minskar och utbredningsområdet är begränsat. IUCN listar arten som starkt hotad (EN).